# St. Laurentius (Bergstetten)

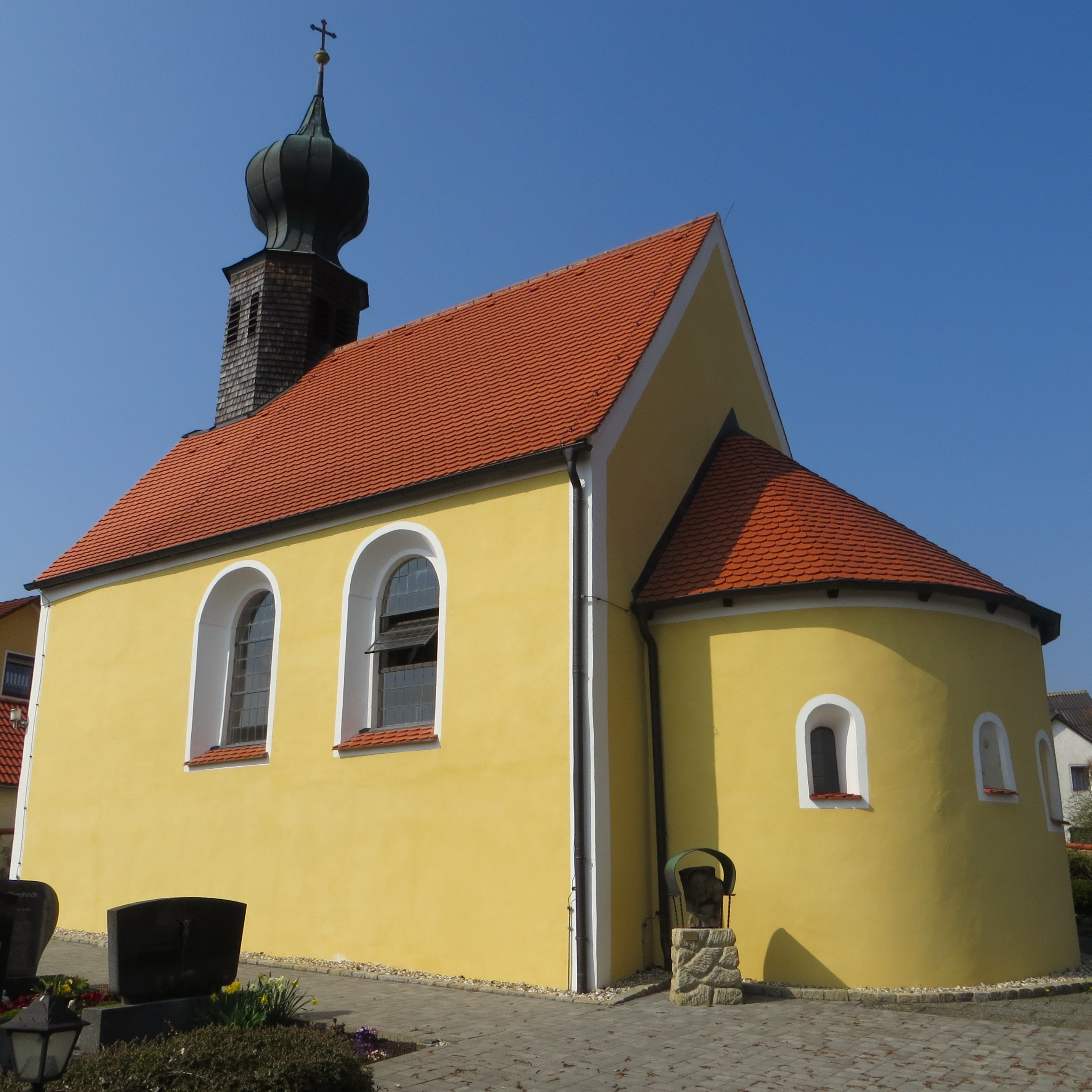
St. Laurentius (Bergstetten)

Die römisch-katholische, denkmalgeschützte Filialkirche St. Laurentius steht in Bergstetten, einem Ortsteil des Marktes Laaber im Landkreis Regensburg der Oberpfalz. Die Kirche gehört zum Bistum Regensburg. Das Bauwerk ist unter der Denkmalnummer D-3-75-162-28 als Baudenkmal in die Bayerische Denkmalliste eingetragen.

## Beschreibung
Die im Kern romanische Saalkirche wurde 1599 umgebaut und im 18. Jahrhundert geringfügig verändert. Sie besteht aus einem Langhaus und einer eingezogenen, halbrunden Apsis. Aus dem Satteldach des Langhauses erhebt sich über dem Giebel im Westen ein achteckiger, mit Schindeln verkleideter Dachreiter, der mit einer Zwiebelhaube bedeckt ist. Der Innenraum des Langhauses ist mit einer Flachdecke überspannt, die Apsis mit einem Stichkappengewölbe. An der Decke befindet sich ein Fresko mit der Krönung Mariens. Das barocke Altarretabel des Hochaltars zeigt den von Johann Georg Hämmerl gemalten heiligen Laurentius als Märtyrer.